# Här är en hand
Här är en hand (engelska: Here is one hand) är ett epistemologiskt argument av George Edward Moore. Det är ett argument mot den  filosofiska skepticismen till stöd för sunt förnuft.
Argumentet har följande form:
- Här är en hand.
- Och här är en annan.
- Det är minst två externa objekt i världen.
- Alltså existerar en yttre värld.

## Introduktion
G.E. Moore skrev A Defense of Common Sense och Proof of an External World. I syftet med dessa uppsatser ställde han skeptiska hypoteser, som "du kanske drömmer" eller "världen är 5 minuter gammal", och gav sedan sitt eget svar på dem. Sådana hypoteser skapar skenbart en situation där det inte går att veta att något i världen existerar. Dessa hypoteser har följande form:

### Det skeptiska argumentet
Där S är ett subjekt är sp en skeptisk möjlighet, som hjärna i en näringslösning, och q är ett kunskapspåstående om världen:
- Om S inte vet att inte-sp, då vet inte S att q
- S vet inte att inte-sp
- Därför vet inte S att q

### Moores svar
Moore angriper inte den skeptiska premissen; istället vänder han argumentet från att vara i form av modus ponens till modus tollens. Denna logiska manöver kallas ofta för ett G.E. Moore-skift eller ett Moore-skifte. Detta fångas tydligt i Fred Dretskes aforism att "en mans modus ponens är en annan mans modus tollens" Hans svar har följande form:
- Om S inte vet att inte-sp, då vet inte S att q
- S vet att q
- Därför vet S att inte-sp

## Förklaring
Moore satte den berömda punkten i dramatisk lättnad med sin essä Proof of an External World, 1939, där han gav ett sunt förnuftsargument mot skepticism genom att höja sin högra hand och säga "här är en hand" och sedan höja sin vänstra och säga "och här är en annan". Här tar Moore sitt kunskapsanspråk (q) som att han har två händer, och utan att förkasta skeptikerns premiss, försöker han bevisa att vi kan veta att den skeptiska möjligheten (sp) är osann.
Moores argument är inte bara ett flitigt svar till skeptikern. Moore ställer i Proof of an External World tre krav för ett bra bevis: (1) premisserna måste skilja sig från slutsatsen, (2) premisserna måste demonstreras och (3) slutsatsen måste följa av premisserna. Han hävdar att hans bevis på en yttre värld uppfyller dessa tre kriterier.
I sin essä A Defense of Common Sense, 1925, argumenterar Moore mot idealism och skepticism mot omvärlden med motiveringen att skeptiker inte kunde ge skäl att acceptera sina metafysiska premisser som var mer rimliga för honom än de skäl han hade att acceptera sunt förnuftsanspråk om vår kunskap om världen som skeptiker och idealister måste förneka. Med andra ord är han mer villig att tro att han har en hand än att tro på premisserna för vad han anser vara "ett konstigt argument i ett universitetsklassrum". "Jag tycker inte att det är rationellt att vara lika säker på något av dessa ... förslag".

## Invändningar och svar
Vissa efterföljande filosofer (särskilt de som är benägna till skeptiska tvivel) har funnit Moores argumentationsmetod föga övertygande.
En form av vederläggning hävdar att Moores försök att bevisa misslyckas med hans andra kriterium för ett bra bevis (det vill säga premisserna är inte påvisbara i erforderlig mening) genom att påpeka skillnaden mellan att visa uppfattningen att hans händer existerar och att visa vetskapen om att hans händer existerar. Moore kanske gör det förra när han menar att göra det senare.
En annan form av vederläggning påpekar helt enkelt att inte alla delar Moores intuition. Om en person finner den skeptiska möjligheten sp mer intuitivt sannolik än kunskapspåståendet q, så utgör Moores eget försvar av intuitionen hos den personen en grund för deras skepsis.
Ludwig Wittgenstein erbjöd en subtil invändning mot Moores argument i passage #554 av On Certainty (se nedan). Med tanke på "Jag vet", sa han "I dess språkspel är det inte förmätet ('nicht anmassend')," så att även om P antyder Q, att veta att P är sant innebär inte nödvändigtvis Q. Moore har förskjutit " Jag vet .." från dess språkspel och härledde en felaktighet.

## Arv
Invändningar av denna typ kallas i efterhand ofta "Moorean facts". "Ett Mooreskt faktum är en av de saker som vi vet bättre än vi känner till premisserna för något filosofiskt argument om motsatsen".
Moores anspråk på att känna till sådana fakta hade "länge intresserat" Ludwig Wittgenstein. Hans sista skrifter under de sex veckorna före hans död 1951 var ett försök att svara uttömmande på Moores argument, fjärde gången på två år han försökte göra det. Hans anteckningar från de fyra perioderna samlades in och översattes av hans litterära exekutörer och publicerades postumt som On Certainty 1969.